# Serrat de Perapinta
El Serrat de Perapinta és una muntanya de 1.352 metres que es troba al municipi de Ribes de Freser, a la comarca catalana del Ripollès.